# Karel Konrád (kněz)
Karel Konrád (25. listopadu 1842 České Budějovice - 3. listopadu 1894 Praha) byl český katolický kněz, redemptorista, odborný publicista a historik zabývající se především historií české duchovní hudby.

## Život
V letech 1870-1893 katecheta na gymnáziu v Táboře, zároveň byl biskupský notář. Založil v Táboře Cyrilskou jednotu. Na sklonku života přesídlil do Prahy, kde dále učil jako katecheta na gymnáziích. Tam také zemřel.
Napsal velký počet studií a článků o chorálu, o církevních skladbách, zvláště o staré české duchovní písni. Jeho nejvýznamnějším dílem jsou Dějiny posvátného zpěvu staročeského, mimo to byl autorem učebnice liturgiky pro nižší třídy středních škol.
Zemřel 3. listopadu 1894 v Praze. Pohřben byl na Vyšehradském hřbitově.